# Nomaza Nongqunga Coupez
Nomaza Nongqunga Coupez được sinh ra ở Nam Phi năm 1981. Cô là người sáng lập của công ty Undiscover Canvass, nơi quảng bá các nghệ sĩ các nước châu Phi ở Pháp. Kể từ tháng 8 năm 2017, Nomaza Nongqunga Coupez cũng là thành viên của Hội đồng Tổng thống ở Châu Phi, một tổ chức được Tổng thống Pháp lập ra để tăng cường các hoạt động giao lưu văn hóa giữa Pháp và các nước châu Phi.

## Tiểu sử
Nomaza Nongqunga Coupez có bằng cử nhân từ Bloemfontein Tecknikon. Cô đã sống ở Pháp từ năm 2009. Khi đến Pháp, cô quyết định đóng vai trò quảng bá văn hóa châu Phi và giúp các nghệ sĩ trẻ châu Phi được công chúng biết tới trên thị trường châu Âu. Vào năm 2015, Nomaza Nongqunga Coupez đã giới thiệu triển lãm đầu tiên của mình, tạo cho cô thời gian để học hỏi tiếng Pháp và hòa mình vào các nền văn hóa. Nomaza Nongqunga Coupez sau đó mở rộng hoạt động của mình bằng cách thành lập công ty Undiscover của mình với mục tiêu chính là quảng bá các nghệ sĩ châu Phi ở Pháp và còn hợp tác với ngành công nghiệp điện ảnh và rượu vang ở Nam Phi. Nomaza Nongqunga Coupez gia nhập Hội đồng Tổng thống về Châu Phi, một tổ chức do Emmanuel Macron, tổng thống Pháp thành lập để nhằm mục đích phát triển và tạo ra một diện mạo mới cho mối quan hệ giữa các nước thuộc Châu Phi và Pháp.